# Campeonato Uruguayo de Segunda B Nacional 2018
El Campeonato Uruguayo de Segunda B Nacional 2018 "Sr. Néstor 'Tito' Gonçalves", será la segunda edición de este torneo que fue creado como parte de los cambios producidos y aprobados por la Asociación Uruguaya de Fútbol en los formatos de sus competiciones oficiales. Esta divisional reemplazó a la Segunda División Amateur, competición que solo permitía competir a equipos de la capital, ahora equipos del interior pueden participar de este campeonato de carácter nacional.
Este campeonato otorgará un ascenso para la Segunda División Profesional de Uruguay en la edición del 2019, de la segunda división descenderán 2 equipos hacia la segunda división nacional.

## Formato del torneo
La liga está conformada por 16 clubes en situación amateur (aunque hay prácticas de profesionalismo encubierto en varios de ellos). El campeonato se divide en dos fases: Torneo Apertura y Torneo Clausura. El Apertura se disputará todos contra todos a una sola ronda, mientras que en el Clausura se jugarán dos series, definiéndose el mismo con una final entre los ganadores de serie.
Los ganadores del Torneo Apertura y del Clausura se enfrentan en la final para definir el campeón del año. No hay descensos.

## Equipos participantes

### Relevos temporada anterior
| Club             | Descendido como             |
| ---------------- | --------------------------- |
| Sportivo Huracán | 14° Tabla del descenso 2017 |
| Canadian         | 15° Tabla del descenso 2017 |

| Club   | Ascendido como          |
| ------ | ----------------------- |
| Albion | Campeón Campeonato 2017 |

## Datos de los equipos
Son 16 los equipos que participan en esta segunda temporada de la Segunda División B Nacional.
| Club               |  | Localía          | Estadio       | Capacidad | Fundación             | Temporadas | Temporadas consecutivas | Títulos | 2017 |
| ------------------ |  | ---------------- | ------------- | --------- | --------------------- | ---------- | ----------------------- | ------- | ---- |
| Sportivo Huracán   |  | Montevideo       | *             | *         | 1 de agosto de 1954   | 0          | 0                       | 0       |      |
| Canadian           |  | Montevideo       | *             | *         | 14 de febrero de 2011 | 0          | 0                       | 0       |      |
| Colón              |  | Montevideo       | Parque Suero  | 2.000     | 12 de marzo de 1907   | 1          | 1                       | 0       | 2°   |
| Basáñez            |  | Montevideo       | La Bombonera  | 5.000     | 1 de abril de 1920    | 1          | 1                       | 0       | 3°   |
| Platense           |  | Montevideo       | *             | *         | 1 de mayo de 1935     | 1          | 1                       | 0       | 4°   |
| Bella Vista        |  | Montevideo       | José Nasazzi  | 12.000    | 4 de octubre de 1920  | 1          | 1                       | 0       | 5°   |
| Huracán Buceo      |  | Montevideo       | *             | *         | 15 de marzo de 1937   | 1          | 1                       | 0       | 6°   |
| Potencia           |  | Montevideo       | *             | *         | 13 de febrero de 2001 | 1          | 1                       | 0       | 7°   |
| Rocha              |  | Rocha            | Mario Sobrero | 10.000    | 1 de agosto de 1999   | 1          | 1                       | 0       | 8°   |
| Uruguay Montevideo |  | Montevideo       | Parque ANCAP  | 3.000     | 5 de enero de 1921    | 1          | 1                       | 0       | 9°   |
| La Luz             |  | Montevideo       | *             | *         | 19 de abril de 1929   | 1          | 1                       | 0       | 10°  |
| Parque del Plata   |  | Parque del Plata | *             | *         | 17 de mayo de 1947    | 1          | 1                       | 0       | 11°  |
| Salus              |  | Montevideo       | Parque Salus  | 4.000     | 10 de abril de 1928   | 1          | 1                       | 0       | 12°  |
| Los Halcones       |  | Montevideo       | *             | *         | 30 de julio de 1950   | 1          | 1                       | 0       | 13°  |
| Artigas            |  | Montevideo       | *             | *         | 8 de marzo de 1927    | 1          | 1                       | 0       | 14°  |
| Alto Perú          |  | Montevideo       | *             | *         | 1 de mayo de 1940     | 1          | 1                       | 0       | 15°  |

Notas: Las fechas de fundación de los equipos son las declaradas por los propios clubes implicados. La columna "estadio" refleja los estadios habilitados para la disputa del campeonato, mientras que los clubes con asterísco (*) no presentan o poseen un escenario deportivo en condiciones para la competición.
Notas
1. ↑  Canadian Soccer Club disputará la temporada en colaboración con el Club Social y Deportivo Keguay de Toledo, Canelones. Por este motivo, la localía de Canadian se trasladará hacia dicho departamento.

## Torneo Apertura

### Tabla de posiciones
|                                               | Pos. | Equipos            | PJ | PG | PE | PP | GF | GC | Dif. | Puntos |
| --------------------------------------------- | ---- | ------------------ | -- | -- | -- | -- | -- | -- | ---- | ------ |
|                                               | 1.   | Bella Vista(C)     | 15 | 12 | 1  | 2  | 31 | 8  | +23  | 37     |
|                                               | 2.   | Colón              | 15 | 11 | 3  | 1  | 32 | 14 | +18  | 36     |
|                                               | 3.   | Rocha              | 15 | 11 | 3  | 1  | 29 | 13 | +16  | 36     |
|                                               | 4.   | Sportivo Huracán   | 15 | 9  | 2  | 4  | 25 | 16 | +9   | 29     |
|                                               | 5.   | Uruguay Montevideo | 15 | 9  | 1  | 5  | 31 | 20 | +11  | 28     |
|                                               | 6.   | Basáñez            | 15 | 9  | 1  | 5  | 29 | 19 | +10  | 28     |
|                                               | 7.   | La Luz             | 15 | 8  | 2  | 5  | 22 | 15 | +7   | 26     |
|                                               | 8.   | Huracán Buceo      | 15 | 6  | 3  | 6  | 30 | 20 | +10  | 21     |
|                                               | 9.   | Platense           | 15 | 5  | 5  | 5  | 15 | 19 | -4   | 20     |
|                                               | 10.  | Los Halcones       | 15 | 6  | 1  | 8  | 20 | 28 | -8   | 20     |
|                                               | 11.  | Parque del Plata   | 15 | 4  | 3  | 8  | 19 | 30 | -11  | 15     |
|                                               | 12.  | Artigas            | 15 | 3  | 2  | 10 | 18 | 30 | -12  | 11     |
|                                               | 13.  | Canadian           | 15 | 3  | 2  | 10 | 18 | 39 | -21  | 11     |
|                                               | 14.  | Potencia           | 15 | 3  | 1  | 11 | 14 | 32 | -18  | 10     |
|                                               | 15.  | Alto Perú          | 15 | 2  | 2  | 11 | 17 | 34 | -17  | 8      |
|                                               | 16.  | Salus              | 15 | 2  | 1  | 12 | 10 | 23 | -13  | 7      |
| Última actualización: 2 de septiembre de 2018 |      |                    |    |    |    |    |    |    |      |        |

|  | Bella Vista Campeón del Torneo Apertura y clasifica a la final del Campeonato. |

|  | Clasificados al Torneo Clausura, más Bella Vista como Campeón del Torneo Apertura. |

## Resultados
| Uruguay Montevideo | 2:0            | Parque del Plata | Parque ANCAP       | 13:00 | 12 de mayo |
| Rocha              | 2:0            | Canadian         | Municipal El Tenis | 15:30 | 12 de mayo |
| Potencia           | 4:3            | Alto Perú        | Parque ANCAP       | 15:30 | 12 de mayo |
| Basáñez            | 0:1            | La Luz           | La Bombonera       | 15:30 | 12 de mayo |
| Bella Vista        | 1:1            | Platense         | José Nasazzi       | 15:30 | 13 de mayo |
| Artigas            | 0:3            | Sportivo Huracán | Della Valle        | 15:30 | 13 de mayo |
| Los Halcones       | suspendido 3:0 | Huracán Buceo    | Parque Salus       | 12:45 | 13 de mayo |
| Salus              | 0:2            | Colón            | Parque Salus       | 15:30 | 13 de mayo |

| Uruguay Montevideo | 1:2 | Bella Vista | Parque ANCAP | 19 de mayo | 15:30 |
| Huracán Buceo      | 0:1 | Alto Perú   | Parque Salus | 19 de mayo | 13:00 |
| La Luz             | 1:3 | Canadian    | Parque Salus | 19 de mayo | 15:45 |
| Los Halcones       | 0:3 | Potencia    | Della Valle  | 20 de mayo | 12:45 |
| Artigas            | 1:0 | Salus       | Parque ANCAP | 20 de mayo | 13:00 |
| Basáñez            | 1:3 | Rocha       | La Bombonera | 20 de mayo | 15:30 |
| Sportivo Huracán   | 2:2 | Colón       | Parque ANCAP | 20 de mayo | 15:30 |
| Parque del Plata   | 2:2 | Platense    | Della Valle  | 20 de mayo | 15:45 |

| Sportivo Huracán   | 2:1 | Salus         | Della Valle  | 26 de mayo | 12:30 |
| Potencia           | 0:3 | Huracán Buceo | Parque ANCAP | 26 de mayo | 12:45 |
| Uruguay Montevideo | 4:0 | Platense      | Parque ANCAP | 26 de mayo | 15:30 |
| La Luz             | 1:3 | Rocha         | Della Valle  | 26 de mayo | 15:30 |
| Alto Perú          | 1:2 | Los Halcones  | La Bombonera | 27 de mayo | 12:30 |
| Artigas            | 0:1 | Colón         | Parque Salus | 27 de mayo | 12:30 |
| Basáñez            | 3:2 | Canadian      | La Bombonera | 27 de mayo | 15:30 |
| Parque del Plata   | 1:4 | Bella Vista   | Parque Salus | 27 de mayo | 15:30 |

| La Luz             | 4:1 | Alto Perú        | Della Valle        | 9 de junio | 12:30 |
| Uruguay Montevideo | 3:2 | Artigas          | Parque ANCAP       | 9 de junio | 12:45 |
| Canadian           | 0:6 | Huracán Buceo    | Parque ANCAP       | 9 de junio | 15:30 |
| Colón              | 1:0 | Platense         | Della Valle        | 9 de junio | 15:30 |
| Sportivo Huracán   | 2:1 | Parque del Plata | Parque Salus       | 9 de junio | 12:30 |
| Rocha              | 0:0 | Los Halcones     | Municipal El Tenis | 9 de junio | 15:00 |
| Basáñez            | 4:1 | Potencia         | La Bombonera       | 9 de junio | 15:00 |
| Salus              | 0:1 | Bella Vista      | Parque Salus       | 9 de junio | 15:30 |

| Sportivo Huracán | 2:0 | Uruguay Montevideo | Della Valle  | 16 de junio | 12:30 |
| Potencia         | 0:1 | La Luz             | Parque Salus | 16 de junio | 12:30 |
| Huracán Buceo    | 0:1 | Rocha              | Della Valle  | 16 de junio | 15:30 |
| Salus            | 0:1 | Platense           | Parque Salus | 16 de junio | 15:30 |
| Artigas          | 2:3 | Parque del Plata   | Parque Salus | 17 de junio | 12:30 |
| Alto Perú        | 1:3 | Basáñez            | Parque ANCAP | 17 de junio | 12:30 |
| Colón            | 1:0 | Bella Vista        | Parque ANCAP | 17 de junio | 15:30 |
| Los Halcones     | 2:2 | Canadian           | Parque Salus | 17 de junio | 15:30 |

| Parque del Plata   | 1:3 | Colón            | Della Valle           | 23 de junio | 12:45 |
| Platense           | 1:2 | Sportivo Huracán | José Nasazzi          | 23 de junio | 12:45 |
| Uruguay Montevideo | 1:1 | Salus            | Parque ANCAP          | 23 de junio | 13:00 |
| Basáñez            | 4:1 | Los Halcones     | La Bombonera          | 23 de junio | 15:00 |
| Canadian           | 1:4 | Alto Perú        | Parque ANCAP          | 23 de junio | 15:30 |
| La Luz             | 1:2 | Huracán Buceo    | Della Valle           | 23 de junio | 15:30 |
| Bella Vista        | 4:0 | Artigas          | José Nasazzi          | 23 de junio | 15:30 |
| Rocha              | 4:1 | Potencia         | Estadio Mario Sobrero | 23 de junio | 20:30 |

| Sportivo Huracán | 0:3 | Bella Vista        | Della Valle  | 1 de julio | 9:30  |
| Potencia         | 1:3 | Canadian           | Parque Salus | 1 de julio | 9:30  |
| Colón            | 0:2 | Uruguay Montevideo | Parque Salus | 1 de julio | 12:45 |
| Los Halcones     | 0:4 | La Luz             | Della Valle  | 1 de julio | 12:45 |
| Artigas          | 1:2 | Platense           | Parque ANCAP | 1 de julio | 13:00 |
| Alto Perú        | 1:3 | Rocha              | Parque ANCAP | 1 de julio | 15:00 |
| Huracán Buceo    | 0:0 | Basáñez            | Della Valle  | 1 de julio | 15:30 |
| Salus            | 1:2 | Parque del Plata   | Parque Salus | 1 de julio | 15:30 |

| Parque del Plata   | 0:0 | La Luz        | Della Valle  | 14 de julio | 12:45 |
| Sportivo Huracán   | 3:0 | Alto Perú     | Parque Salus | 14 de julio | 12:45 |
| Platense           | 1:1 | Canadian      | Parque ANCAP | 14 de julio | 12:45 |
| Artigas            | 0:0 | Potencia      | Parque Suero | 14 de julio | 12:45 |
| Uruguay Montevideo | 3:2 | Basáñez       | Parque ANCAP | 14 de julio | 15:30 |
| Colón              | 4:4 | Huracán Buceo | Parque Suero | 14 de julio | 15:30 |
| Bella Vista        | 0:1 | Rocha         | Della Valle  | 14 de julio | 15:30 |
| Salus              | 1:0 | Los Halcones  | Parque Salus | 14 de julio | 15:30 |

| Los Halcones     | 3:6 | Colón              | Parque Salus          | 1 de agosto | 12:45 |
| Canadian         | 1:3 | Artigas            | Della Valle           | 1 de agosto | 12:45 |
| Rocha            | 1:1 | Platense           | Estadio Mario Sobrero | 1 de agosto | 15:00 |
| La Luz           | 1:3 | Bella Vista        | Della Valle           | 1 de agosto | 15:30 |
| Huracán Buceo    | 2:3 | Uruguay Montevideo | Parque Salus          | 1 de agosto | 15:30 |
| Alto Perú        | 0:2 | Salus              | Parque ANCAP          | 1 de agosto | 13:00 |
| Basáñez          | 3:1 | Parque del Plata   | La Bombonera          | 1 de agosto | 15:00 |
| Sportivo Huracán | 3:1 | Potencia           | Parque ANCAP          | 1 de agosto | 15:30 |

| Platense           | 0:0 | La Luz        | José Nasazzi | 7 de agosto | 12:45 |
| Sportivo Huracán   | 3:0 | Canadian      | Parque ANCAP | 7 de agosto | 12:45 |
| Artigas            | 1:1 | Rocha         | Parque Salus | 7 de agosto | 12:45 |
| Parque del Plata   | 0:3 | Huracán Buceo | Parque Suero | 7 de agosto | 12:45 |
| Bella Vista        | 2:0 | Basáñez       | José Nasazzi | 7 de agosto | 15:45 |
| Colón              | 1:1 | Alto Perú     | Parque Suero | 7 de agosto | 15:45 |
| Salus              | 1:2 | Potencia      | Parque Salus | 7 de agosto | 15:45 |
| Uruguay Montevideo | 0:1 | Los Halcones  | Parque ANCAP | 7 de agosto | 15:45 |

| Alto Perú     | 1:3 | Uruguay Montevideo | Parque Salus          | 11 de agosto | 12:45 |
| Canadian      | 2:1 | Salus              | Della Valle           | 11 de agosto | 12:45 |
| Huracán Buceo | 1:2 | Bella Vista        | Della Valle           | 11 de agosto | 15:45 |
| Potencia      | 0:3 | Colón              | Parque Salus          | 11 de agosto | 15:45 |
| Los Halcones  | 3:2 | Parque del Plata   | Parque ANCAP          | 12 de agosto | 12:45 |
| Basáñez       | 2:1 | Platense           | Luis Méndez Piana     | 12 de agosto | 15:30 |
| Rocha         | 2:1 | Sportivo Huracán   | Estadio Mario Sobrero | 12 de agosto | 15:30 |
| La Luz        | 2:1 | Artigas            | Parque ANCAP          | 12 de agosto | 15:45 |

| Parque del Plata   | 1:1 | Alto Perú     | Della Valle  | 18 de agosto | 12:45 |
| Platense           | 3:2 | Huracán Buceo | Parque ANCAP | 18 de agosto | 13:00 |
| Colón              | 4:1 | Canadian      | Parque Suero | 18 de agosto | 15:00 |
| Uruguay Montevideo | 3:0 | Potencia      | Parque ANCAP | 18 de agosto | 15:45 |
| Sportivo Huracán   | 0:2 | La Luz        | Della Valle  | 18 de agosto | 15:45 |
| Artigas            | 1:3 | Basáñez       | Parque Salus | 21 de agosto | 12:45 |
| Bella Vista        | 3:1 | Los Halcones  | José Nasazzi | 21 de agosto | 15:00 |
| Salus              | 1:2 | Rocha         | Parque Salus | 21 de agosto | 15:45 |

| Los Halcones  | 2:0 | Platense           | Della Valle           | 26 de agosto | 9:30  |
| Basáñez       | 2:0 | Sportivo Huracán   | La Bombonera          | 26 de agosto | 10:00 |
| Canadian      | 1:3 | Uruguay Montevideo | Parque Salus          | 26 de agosto | 10:00 |
| Huracán Buceo | 3:1 | Artigas            | Della Valle           | 26 de agosto | 12:45 |
| La Luz        | 2:0 | Salus              | La Bombonera          | 26 de agosto | 13:15 |
| Potencia      | 1:2 | Parque del Plata   | Parque Salus          | 26 de agosto | 13:15 |
| Rocha         | 0:2 | Colón              | Estadio Mario Sobrero | 26 de agosto | 15:00 |
| Alto Perú     | 0:2 | Bella Vista        | Della Valle           | 26 de agosto | 15:45 |

| Platense           | 1:0 | Alto Perú     | Della Valle  | 29 de agosto | 12:45 |
| Artigas            | 1:2 | Los Halcones  | Parque Salus | 29 de agosto | 12:45 |
| Sportivo Huracán   | 1:1 | Huracán Buceo | José Nasazzi | 29 de agosto | 12:45 |
| Parque del Plata   | 2:1 | Canadian      | Parque ANCAP | 29 de agosto | 12:45 |
| Uruguay Montevideo | 2:4 | Rocha         | Parque ANCAP | 29 de agosto | 15:45 |
| Salus              | 1:2 | Basáñez       | Parque Salus | 29 de agosto | 15:45 |
| Colón              | 1:0 | La Luz        | Della Valle  | 29 de agosto | 15:45 |
| Bella Vista        | 1:0 | Potencia      | José Nasazzi | 29 de agosto | 15:45 |

| Alto Perú     | 2:4 | Artigas            | Obdulio Varela        | 1° de septiembre | 12:45 |
| La Luz        | 2:1 | Uruguay Montevideo | Parque Salus          | 1° de septiembre | 12:45 |
| Potencia      | 0:1 | Platense           | Della Valle           | 1° de septiembre | 15:45 |
| Huracán Buceo | 3:0 | Salus              | Obdulio Varela        | 1° de septiembre | 15:45 |
| Los Halcones  | 0:1 | Sportivo Huracán   | Parque Salus          | 1° de septiembre | 15:45 |
| Canadian      | 0:3 | Bella Vista        | Parque ANCAP          | 2 de septiembre  | 15:30 |
| Basáñez       | 0:1 | Colón              | La Bombonera          | 2 de septiembre  | 15:30 |
| Rocha         | 2:1 | Parque del Plata   | Estadio Mario Sobrero | 2 de septiembre  | 15:30 |

## Torneo Clausura

### Tabla de posiciones
|  | 1.                                    | Colón (C)          | 7 | 4 | 3 | 0 | 11 | 6  | +5 | 15 |
|  | 2.                                    | Bella Vista        | 7 | 4 | 3 | 0 | 11 | 6  | +5 | 15 |
|  | 3.                                    | Sportivo Huracán   | 7 | 3 | 2 | 2 | 7  | 5  | +2 | 11 |
|  | 4.                                    | Uruguay Montevideo | 7 | 3 | 0 | 4 | 12 | 8  | +4 | 9  |
|  | 5.                                    | Basáñez            | 7 | 3 | 0 | 4 | 8  | 13 | -5 | 9  |
|  | 6.                                    | Huracán Buceo      | 7 | 1 | 3 | 3 | 8  | 11 | -3 | 6  |
|  | 7.                                    | Rocha              | 7 | 1 | 3 | 3 | 5  | 7  | -2 | 6  |
|  | 8.                                    | La Luz             | 7 | 1 | 2 | 3 | 6  | 12 | -6 | 5  |
|  | Última actualización: 10 de noviembre |                    |   |   |   |   |    |    |    |    |

|  | Colón Campeón del Torneo Clausura, clasifica a la final del Campeonato. |

## Desempate de Clausura
Se juega a un solo partido con alargue y penales si es necesario.
| Colón | 1(5:4)1 | Bella Vista | Parque Paladino | 10 de noviembre | 14:00 |

## Resultados
| Colón         | 1:0 | Basáñez            | Della Valle           | 15 de septiembre | 15:30 |
| Huracán Buceo | 1:1 | La Luz             | Parque Salus          | 15 de septiembre | 15:30 |
| Rocha         | 1:0 | Uruguay Montevideo | Estadio Mario Sobrero | 16 de septiembre | 15:00 |
| Bella Vista   | 1:1 | Sportivo Huracán   | José Nasazzi          | 16 de septiembre | 15:00 |

| Basáñez          | 0:3 | Uruguay Montevideo | La Bombonera | 22 de septiembre | 15:30 |
| La Luz           | 2:2 | Colón              | Parque Salus | 22 de septiembre | 15:30 |
| Sportivo Huracán | 1:1 | Rocha              | Della Valle  | 22 de septiembre | 15:30 |
| Bella Vista      | 1:1 | Huracán Buceo      | José Nasazzi | 23 de septiembre | 10:00 |

| La Luz             | 1:2 | Bella Vista      | Della Valle           | 6 de octubre | 15:30 |
| Huracán Buceo      | 1:0 | Sportivo Huracán | Obdulio Varela        | 6 de octubre | 15:30 |
| Rocha              | 0:1 | Basáñez          | Estadio Mario Sobrero | 6 de octubre | 15:30 |
| Uruguay Montevideo | 2:3 | Colón            | Tróccoli              | 6 de octubre | 18:15 |

| Colón            | 1:1 | Rocha              | Della Valle    | 13 de octubre | 16:00 |
| Basáñez          | 1:3 | Bella Vista        | La Bombonera   | 13 de octubre | 16:00 |
| Huracán Buceo    | 1:2 | Uruguay Montevideo | Obdulio Varela | 13 de octubre | 16:00 |
| Sportivo Huracán | 1:0 | La Luz             | Parque Palermo | 14 de octubre | 11:00 |

| La Luz             | 0:1 | Basáñez          | Della Valle           | 21 de octubre | 16:00 |
| Bella Vista        | 1:1 | Colón            | José Nasazzi          | 21 de octubre | 16:00 |
| Uruguay Montevideo | 0:1 | Sportivo Huracán | Parque ANCAP          | 21 de octubre | 16:00 |
| Rocha              | 1:1 | Huracán Buceo    | Estadio Mario Sobrero | 21 de octubre | 18:15 |

| Colón              | 1:0 | Huracán Buceo    | Obdulio Varela        | 28 de octubre | 15:00 |
| Rocha              | 1:2 | Bella Vista      | Estadio Mario Sobrero | 28 de octubre | 15:00 |
| Uruguay Montevideo | 5:1 | La Luz           | Parque Salus          | 28 de octubre | 15:00 |
| Basáñez            | 0:3 | Sportivo Huracán | Parque Palermo        | 28 de octubre | 15:00 |

| Basáñez          | 5:3 | Huracán Buceo      | Della Valle            | 3 de noviembre | 16:00 |
| La Luz           | 1:0 | Rocha              | Obdulio Varela         | 3 de noviembre | 16:00 |
| Bella Vista      | 1:0 | Uruguay Montevideo | José Nasazzi           | 4 de noviembre | 10:15 |
| Sportivo Huracán | 0:2 | Colón              | Jardines del Hipódromo | 4 de noviembre | 10:15 |

## Tabla Anual
|                                      | Pos. | Equipos            | PJ | PG | PE | PP | GF | GC | Dif. | Puntos |
| ------------------------------------ | ---- | ------------------ | -- | -- | -- | -- | -- | -- | ---- | ------ |
|                                      | 1.   | Bella Vista (C)    | 22 | 16 | 4  | 2  | 42 | 14 | +28  | 52     |
|                                      | 2.   | Colón              | 22 | 15 | 6  | 1  | 43 | 20 | +23  | 51     |
|                                      | 3.   | Rocha              | 22 | 12 | 6  | 5  | 34 | 20 | +14  | 42     |
|                                      | 4.   | Sportivo Huracán   | 22 | 12 | 4  | 6  | 32 | 21 | +11  | 40     |
|                                      | 5.   | Uruguay Montevideo | 22 | 12 | 1  | 9  | 43 | 28 | +15  | 37     |
|                                      | 6.   | Basáñez            | 22 | 12 | 1  | 9  | 37 | 32 | +5   | 37     |
|                                      | 7.   | La Luz             | 22 | 8  | 4  | 10 | 28 | 27 | +1   | 31     |
|                                      | 8.   | Huracán Buceo      | 22 | 7  | 6  | 9  | 38 | 31 | +7   | 27     |
| Última actualización: 4 de noviembre |      |                    |    |    |    |    |    |    |      |        |

|  | Bella Vista Ganador de la Tabla Anual |

## Semifinal
Se juega a un solo partido con alargue y penales si es necesario. Bella Vista va con ventaja por ganar la Tabla Anual, saliendo victorioso accede al campeonato 2018 y ascenso a Segunda División 2019. Mientras que Colón deberá ganar para extender a dos finales más la definición del torneo. 
| Bella Vista | 2:4 | Colón | Parque Osvaldo Roberto | 18 de noviembre | 16:00 |

## Finales
El ganador de la serie logrará el ascenso a la Segunda División.
| Bella Vista | 2:2 | Colón       | José Nasazzi           | 25 de noviembre | 15:30 |
| Colón       | 1:2 | Bella Vista | Parque Osvaldo Roberto | 2 de diciembre  | 15:30 |

|                                                                            |
| Bandera de Uruguay                                                         |
| Campeón Uruguayo de Segunda División B Nacional 2018 Bella Vista 1° título |

## Goleadores
| Jugador                                 | Equipo                     | Goles |
| --------------------------------------- | -------------------------- | ----- |
| Fabian Dorado                           | Colón                      | 16    |
| Ignacio San Martín                      | Sportivo Huracán           | 12    |
| M. Miranda                              | Bella Vista                | 12    |
| Yesti Da Silva                          | Artigas / Sportivo Huracán | 11    |
| J. Perdomo                              | Huracán Buceo              | 11    |
| Actualizado al 25 de noviembre de 2018. |                            |       |

- Datos: Q48796450